# Henri Mottier
 Henri Mottier (ur. 5 czerwca 1936 w Saxon) – szwajcarski zapaśnik walczący w stylu wolnym. Olimpijczyk z Rzymu 1960, gdzie zajął siedemnaste miejsce w kategorii do 79 kg.

## Letnie Igrzyska Olimpijskie 1960
| Konkurencja      | Rundy eliminacyjne | Rundy eliminacyjne | Klas. końcowa |
| Konkurencja      | Przeciwnik I       | Przeciwnik II      | Miejsce       |
| ---------------- | ------------------ | ------------------ | ------------- |
| 79 kg styl wolny | Georg Utz (FRG) P  | Ed DeWitt (USA) P  | 17.           |